# 1999-es lengyelországi oktatási reform
Az 1999-es lengyelországi oktatási reformot 1999. szeptember 1-jétől 3 év alatt vezették be, mely az 1968 óta érvényben lévő oktatási struktúra átalakuláshoz vezetett. A reform során a kétlépcsős oktatási rendszer háromlépcsős szerkezetűvé alakult át. A reformot a Jerzy Buzek kormánya által kidolgozott és végrehajtott négy nagy reformból álló program részeként vezették be. A reformot Mirosław Handke akkori lengyel népoktatási miniszter volt dolgozta ki, emiatt időnként Handke-reformnak is nevezik.
A reform bevezetése után a PISA-méréseken Lengyelország kiugróan jó eredményeket ért el, többször feltűnt lehetséges követendő példaként Magyarországon és más országokban is. A 2000-es években a 2010-es évek első felében folyamatosan javuló eredményeket az 1999-es oktatási reformhoz lehet kötni, mely teljesen átalakította az addig megszokott rendszert. A sajtóban megjelent cikkek kirajzolják a siker lehetséges legfőbb okait. Az 1999-es lengyelországi oktatási reform példája mutatja, hogy lehetséges az oktatásban országos szintű javulást elérni néhány év alatt is. A lengyelek először a gyengébb képességű diákok körében tudtak fejlődést felmutatni, ennek legfőbb oka az új rendszer és az egy évvel meghosszabbított általános képzés volt. Fontos szerepet kapott az intézményi autonómia, a tanári munka megbecsülése és a kompetenciafejlesztésre alapozott alaptanterv is.

## A reform előkészületei
Az oktatási rendszer megreformálása a kommunista diktatúra bukása óta napirenden volt Lengyelországban. A Szejm 1991. szeptember 7-én fogadta el az oktatási rendszerről szóló törvényt, amely felváltotta a Lengyel Népköztársaság idején elfogadott oktatási rendszert szabályozó rendelkezéseket. A következő években az oktatás szerkezetének reformjára vonatkozó tervek készültek, többek között:
- az alaptanterv és az arra épülő helyi tanterv bizonyos mértékű szabad meghatározása
- a középiskolai érettségi lebonyolítási rendjének változásai, amelyek az egyetemi felvételi vizsgákat váltották fel, országszerte összehasonlíthatóak és szakvizsgáztatókkal értékeltek
- az oktatás szerkezetének megváltoztatása az addigi 8+4 évfolyamos rendszerről 6+3+3-as rendszerre, az alábbiak szerint:
  - 6 éves általános iskola
  - 3 éves gimnázium (alsó középiskola)
  - 3 éves líceum (felső középiskola)

## Az oktatás szerkezetének változása
A reform eredményeként az általános iskolai oktatás időtartama 8-ról 6 évre rövidült. Az oktatás következő szakasza a kötelező 3 éves gimnázium (alsó középiskola) lett, melynek befejezése után a tanulók az alábbi területeken folytathatják tanulmányaikat:
- 3 éves általános líceumok (lengyelül liceach ogólnokształcących, röviden LO): Hároméves általános képzés, melyet az érettségi (matura) zár le.
- 3 éves profilizált líceumok (lengyelül liceum profilowane, röviden LP): A középfokú oktatásnak ezt a formáját 2012-től kifutó rendszerben megszüntették. Átmenetet jelentett az általános líceum és a szakmai technikum között. A három éves képzés során az általános képzésen túl a diákoknak lehetőségük volt megismerkedni egy szakma alapjaival, melyből az érettségi letétele után szakképzettséget szerezhetnek, szakterülettől függően 1-2 éves középiskolán túli szakképzéssel (szkoła policealne).
- 4 éves szakmai technikumok (lengyelül technikach zawodowych, röviden TZ): A négy éves képzés szakképzettséget biztosít, a tanulmányokat szakvizsga zárja. Ugyanakkor ez az iskolatípus felkészít az érettségi letételére is a negyedik év végén.
- 2-3 évfolyamos szakképző alapiskolák (lengyelül zasadnicza szkoła zawodowa, röviden ZSZ): A képzés szakképzettséget biztosít. A képzés befejezése után lehetőség volt az érettségi megszerzésére kétéves kiegészítő általános líceum  (uzupelniające liceum ogólnokształcance), vagy hároméves kiegészítő technikum (technikum uzupelniające) elvégzésével. Ezt a két intézményt 2012-től – a profilizált líceumokhoz hasonlóan – felmenő rendszerben megszüntették. A szakiskolában végzettek ezután felnőtteknek szóló középiskolában szerezhettek érettségit.

## Későbbi változások az oktatási rendszerben
2012. szeptember 1-jén lépett hatályba az oktatási rendszerről szóló törvény módosítása, amely 2014. szeptember 1-jével megszüntette a 3 évfolyamos profilizált líceumokat (liceum profilowane), emellett a kétéves kiegészítő általános líceumokat (uzupelniające liceum ogólnokształcance) és a hároméves kiegészítő technikumokat (technikum uzupelniające).
2017. szeptember 1-jén hatályba lépett a 2016. december 14-én elfogadott új oktatási törvény és a törvényt bevezető rendelkezések, amelyek az oktatási rendszer visszaalakítását vezetik be, mely az alsó középiskolaként működő gimnáziumok fokozatos felszámolásából és a 8+4 éves oktatási szerkezetre való visszatérésből áll. Ezzel felszámolták az 1999-ben bevezetett oktatási reformot. 2019. szeptember 1-jével 20 éves működés után felszámolták az 1999-es oktatási reform során létrejött, alsó középiskolaként működő gimnáziumokat.

## A reformot bevezető jogi aktusok
- 1998. július 25-ei törvény az oktatási rendszerről szóló törvény módosításáról(1998. évi Jogi Közlöny, 117. szám, 759. tétel)[10]
- 1999. január 8-ai törvény – Az iskolarendszer reformját bevezető rendelkezések (1999. évi Jogi Közlöny, 12. szám, 96. tétel, módosított)
- A népoktatási miniszter 1999. február 15-ei rendelete a meglévő általános iskolák tevékenységének az új iskolarendszer követelményeihez való hozzáigazításának, valamint a gimnáziumok létrehozásának módjáról és határidejéről (1999. évi Jogi Közlöny, 14. szám, 124. tétel)